# Saint-Marin aux Jeux olympiques d'hiver de 1988
Saint-Marin participe aux Jeux olympiques d'hiver de 1988 à Calgary au Canada du 13 au 28 février 1988. Il s'agit de sa 3e participation à des Jeux olympiques d'hiver.

## Ski alpin
Saint-Marin a quatre représentants en ski alpin : Francesco Cardelli, Nicola Ercolani, Fabio Guardigli et Riccardo Stacchini.

## Ski nordique
Andrea Sammaritani représente Saint-Marin en ski de fond.